# Bill Hader
William Thomas Hader Jr. (rođen 7. lipnja 1978.) je američki glumac, komičar, pisac, producent i redatelj. Poznat je po svom radu kao glumac na Saturday Night Liveu (2005–2013), za koji je dobio četiri nominacije za nagradu Emmy, South Park (2008-danas) i parodija serija Documentary Now! (2015-prisutan). Surađivao je i glumio u HBO seriji Barry, koja je počela emitirati u ožujku 2018. i zaradila je Hadera Emmyju za izvanrednu glavnu ulogu u komediji i tri nominacije za Emmy za izvanrednu komediju, izvanrednu režiju za komediju i izvanredno pisanje za komediju u svojoj prvoj sezoni.Poznat je po svojim sporednim ulogama u Hot Rodu (2007), Superbad (2007), Forgetting Sarah Marshall (2008), Tropic Thunder (2008), Night at the Museum : Battle of the Smithsonian (2009), Paul (2011), Men in Black 3 (2012), Maggie's plan (2015.) i It - Chapter Two (2019.) i za njegove glavne uloge u dramatizaciji The Skeleton Twins (2014.) i romantičnoj komediji Trainwreck (2015.). On je također davao glasove u filmovima Cloudy with a Chance of Meatballs(2009, 2013), Monsters University (2013), Turbo (2013), Inside Out (2015), filmove Angry Birds (2016, 2019) i Finding Dory (2016).

## Rani život
Hader je rođen i odrastao u Tulsi, Oklahomi, sin Sherri Reneea (rođ. Patton) i William Thomas Hadera. Njegov je otac posjedovao zrakoplovnu tvrtku i radio kao voditelj restorana, vozač kamiona i povremeni komičar, njegova majka je bila učiteljica plesa. Ima dvije mlađe sestre, Katie i Karu. Njegovo podrijetlo uključuje njemački, danski, irski i engleski;  njegovo prezime potječe iz Njemačke.
Hader je pohađao osnovnu školu Patricka Henryja, Edison Junior High i pripremnu školu Cascia Halla. "Teško se usredotočio na predavanje" i uvijek se "šalio". Premda ga kolege iz razreda nisu mrzili, osjećao je da se nikad ne uklapa u istinu i ispunjava svoje vrijeme gledanjem filmova i čitanjem. Cijenio je Montyja Pythona, britansku komediju i filmove Mela Brooksanda Woodyja Allena, od kojih je mnoge upoznao preko svog oca. S prijateljima je snimao kratke filmove i glumio u školskoj produkciji The Glass Menagerie.
On nije bio u mogućnosti steći upis u vrhunske filmske škole zbog svojih "beznadnih" ocjena, pa se umjesto toga upisao u Umjetnički institut u Phoenixu, a kasnije u Scottsdale Community College. Hader je spomenuo da je njegov prvi posao bio prodaja božićnih drvaca. Radio je i kao poslužitelj u kinu u obližnjoj Tempe, što mu je omogućilo besplatno gledanje filmova. U Scottsdaleu je upoznao Nikole Jasenoveca, direktora Paper Hearta.

## Karijera

### Rana karijera
Haderova težnja da postane redatelj na kraju ga je navela da napusti koledž i preseli se u Los Angeles 1999. Njegovi roditelji su podržavali njegovu odluku o preseljenju, a Hader je novac koji su prvotno spremili iskoristio za školovanje kako bi pokrio troškove života kad je stigao u Los Angeles. Pronašao je posao asistenta produkcije (PA) dok je pretraživao zadnje stranice The Hollywood Reportera i nadao se da će napredovati dovoljno daleko da postane pomoćnik direktora. Većinu svoje mlade odrasle dobi proveo je "usamljen i nedovoljno zaposlen", ispunjavajući velike količine slobodnog vremena filmskim maratonima. Redovito je radio 18-satni radni dan, imajući malo vremena za svoje kreativne ambicije.  Radio je kao asistent na DVD-u Empire of Dreams: The Story of the Star Wars Trilogy;  dugometražni filmovi James Dean, Spider-Man,  i Collateral Damage, kao i    postprodukcijski asistent na televiziji VH1 The Surreal Life. Hader je kratko radio kao voditelj pozornice i pozorišni voditelj na Noćnim pozivima Playboy TV-a, ubrzo je prestao, jer se bojao da će razočarati njegove roditelje. On je prestao biti PA u potpunosti nakon lošeg iskustva snimanja Kralja škorpiona.
Nakon toga je osigurao posao kao noćni pomoćnik urednika u postprodukcijskom objektu Triage Entertainment. Uložio je novac u svoj kratki film, ali bio je suviše neugodno objaviti ga. Ubrzo nakon toga, Hader i njegova tada dugogodišnja djevojka prekinuli su. U očajničkoj želji za promjenom, počeo je pohađati satove komedije s prijateljima u improvizacijskoj komediji "The Second City" u ožujku 2003. Ubrzo je shvatio da je komedija kreativni izlaz koji mu je bio potreban otkako je odlučio izaći iz visokog obrazovanja, a ubrzo je i Hader, njegov novi sunarodnjak u komediji Matt Offerman, i njihova dva prijatelja i humoristični entuzijasta Eric Filipkowski i Mel Cowan, izabrani su za formiranje vlastite skicirane komedijske skupine. Krsteći svoju grupu Animals from the Future, četvero se često pojavljivalo maloj publici na dvorištima u Van Nuysu. Mattov brat, glumac Nick Offerman, rekao je svojoj supruzi, Megan Mullally, za grupu. Mullally, zanimajući se za nju, željela je vidjeti njihov rad osobno i, nakon što je prisustvovala jednom od nastupa u dvorištu grupe, obavijestila je Hader o svojoj namjeri da s njim razgovara, posebno s Lorne Michaels, tvorcem i izvršnim producentom Saturday Night Live (SNL). , Hader je, kao rezultat Mullalijeve preporuke, bio pozvan na audiciju za predstavu, a ubrzo je odletio u New York na audiciju za grupu SNL producenata.  Hader, koji je kasnije primio pohvale zbog svojih izvrsnih dojmova drugih dok se pojavljivao na SNL-u, nije imao nikakvih utisaka kada je bio pozvan na audiciju.  Unatoč tome što je bio nervozan i trudio se pokazati svoje snage tijekom audicije, to je rezultiralo njegovim spontanim imitiranjem starijeg talijanskog čovjeka kojeg je jednom čuo;  taj će dojam kasnije postati prvi Haderovi brojni ponavljajući likovi u emisiji: Vinny Vedecci. Kao rezultat audicije, Hader je dobio agenta i menadžera.  Prije nego što je službeno pozvan da počne raditi na SNL-u, Hader je radio kao pomoćnik urednika u Iron Chef America.

## Utjecaji
Hader je izjavio kako su njegovi utjecaji na komediju Monty Python, Woody Allen, Alan Alda, Mel Brooks i Eddie Murphy.

## Privatni život
Godine 2006. oženio se pisateljicom i redateljicom Maggie Carey. Zajedno su imali tri kćeri, rođene u listopadu 2009., srpnju 2012., i studenom 2014. Hader i Carey najavili su odvajanje u 2017. Hader je podnio zahtjev za razvod u prosincu 2017. Nesporni razvod došao je do zaključenja 1. ožujka 2018. i razveli su se 23. lipnja 2018.
Hader je strastveni čitatelj koji je rekao: "Nisam zapravo išao na koledž, što je vjerojatno razlog zašto uživam u čitanju klasika." Radovi Dostojevskog i Faulknera, kao i Richard Ford, Junichiro Tanizaki i Goerge Saundersare su među knjigama na njegovim policama. Pročitao je War and Peace i Anna Karenina od Tolstoya.